# Колобок (мультфільм, 1936)
«Колобок» — радянський мальований мультфільм 1936, одна з перших робіт студії «Союзмультфільм». Фільм зберігся без оригінальної звукової доріжки.

## Сюжет
Дід приходить із в'язанкою дров до свого будинку, просить бабку спекти Колобок. Вона його спекла і поставила на підвіконня остигати. Поки дід і баба танцювали з приводу того, що скоро охолоне колобок, сам колобок і втік.
Дорогою Колобку зустрічається Ведмідь, який женеться за ним і мало не ловить. У результаті Ведмідь застряє в сосні, а Колобок котиться. Але ведмідь все ж таки вибирається з сосни і починає ловити їжака.
Дід і Баба вже вирушили на пошуки Колобка, а сам Колобок зустрічає Вовка, який тягне на мотузку теля. Вовк женеться за Колобком, але в результаті стає ні з чим: теля втекло, Колобок покотився, а сам вовк провалився в струмок.
Колобок котиться доріжкою, а назустріч йому Лисиця. Вона його похвалила, а за це Колобок їй пісеньку заспівав. Але Лиса хитра, сказала, що глуха. Колобок сів їй на носик і заспівав знову. А Лиса підкинула його і вже розкрила пащу, але на неї в останній момент накинулися Вовк і Ведмідь. У результаті Колобок котиться, а звірі так і продовжили битися.
А колобок котиться по доріжці, а назустріч йому Баба та Дід. Вони женуться за Колобком, розлякують гусей, але зрештою Дід падає, підіймається, а Колобок стрибає йому на руки. Дід і Баба понесли Колобок додому, тоді який співав пісеньку.

## Творці
- Художник-режисер: Володимир Сутєєв
- Художник-співрежисер: Леонід Амальрік
- Художник-помічник: Володимир Полковников
- Композитор: Олексій Камін
- Оператор: Д. Каретний
- Звукооператор: А. Свердлов
- Художники-мультиплікатори: Борис Дьожкін, Фаїна Єпіфанова, Ламіс Бредіс, В. Купер, Петро Носов